# Хворостянка
Хворостя́нка (до 1948 року — Верхній Узенба́ш і Нижній Узенба́ш, раніше Чамли́-Озенба́ш; крим. Çamlı Özenbaş) — зникле село в Бахчисарайському районі Автономної Республіки Крим, знаходилося на півдні району, за 3 км на схід від села Рідне, коло витоку річки Уппа. В перекладі означає: «узень» — річка, «баш» — вершина.

## Історія
Узенбаш, як і навколишні села, мабуть, відноситься до найдавніших поселень південно-західного Криму, заснованих (за результатами археологічних розкопок) приблизно в середині IV століття, або, на думку деяких істориків, набагато раніше (IV-III століття до н. е), нащадками готів і аланів, що змішалися з місцевим населенням. Приблизно з XII століття Узенбаш, як і всі навколишні поселення, входив спочатку в зону впливу, а потім і до складу християнського князівства Дорі — Феодоро, в особисту вотчину володарів Мангупа — Гаврасів. Після падіння в 1475 році Мангупа, село увійшло до складу Мангупського кадилика санджака Кафа (до 1558 року, 1558-1774 роках — еялету) Османської імперії, але документальних записів цього поки не виявлено (можливо, це Бичкан, воно ж Чемлекчі з матеріалів переписів Кефінського санджака, приписане до Інкірману. Селище згадується в матеріалах переписів Кафінського санджака 1520 року, де в Узенбаші значилося 16 повних християнських сімей, з яких 4 — втратили чоловіка-годувальника; 4 мусульманські сім'ї і 1 дорослий холостяк мусульманин. За переписом 1542 року у селищі значилося вже 19 християнських сімей, з яких 3 — втратили чоловіка-годувальника; 3 мусульманські сім'ї і 5 неодружених дорослих чоловіків християн.
До складу Кримського ханства селище входило всього 9 років: від здобуття ханством незалежності в 1774 році до анексії Криму Російською імперією році. В цей час і раніше, внаслідок тісних економічних і особистих зв'язків місцевого християнського населення з жителями Кримського ханства — мусульманами відбувалася міграція християн Узенбаша в села компактного проживання урумів в Кримському ханстві і, згідно з «Відомості про виведених з Криму до Приазов'я християн» Суворова, жодного християнина в селі до 1778 року не залишилося. Хоча, були випадки, коли греки-християни, не бажаючи покидати рідні місця, залишалися в місцях свого проживання. У ці роки Узень Башчик адміністративно входив в Мангупський кадилик Бахчисарайського каймакамства, що зафіксовано в Камеральному Описі Криму 1784 года.
Після анексії Криму Російською імперією 19 квітня 1783 року, 19 лютого 1784 року іменним указом Катерини II сенату, на території колишнього Кримського Ханства була утворена Таврійська область і село було приписано до Сімферопольського повіту. Після Павловських реформ, з 1796 по 1802 рік, входило в Акмечетський повіт Новоросійської губернії. За новим адміністративним поділом, після створення 20 жовтня 1802 року Таврійської губернії, Узенбашчик віднесений до Чоргунської волості Сімферопольського повіту.
За «Відомостями про всі селища в Сімферопольському повіті, які складалися з показань в якій волості скільки числом дворів і душ від 9 жовтня 1805 року», в Узенбашику в 21 дворі проживало 137 кримських татар, кому належали ці землі невідомо. Вперше вказується на військово-топографічній карті генерал-майора Мухіна 1817 року, де в селі Озенбаші записано 40 дворів. Після реформи волосного поділу 1829 року Узенбаш, згідно «Відомості про казенні волості Таврійської губернії 1829 року», віднесли до Байдарської волості. На воєнно-топографічній карті Криму полковника Бетева 1842 року в селі Чемли-Узенбашик записано 58 дворів.
У 1860-х роках, після земської реформи Олександра II, село приписали до Каралезької волості. У «Списку населених місць Таврійської губернії за відомостями 1864 року», складеному за результатами VIII ревізії, Узенбашчик (Чемли-Узенбашчик) — громада татарська при фонтані з 50 дворами, 296 жителями і двома мечеттями (на трьохверстовій карті Шуберта 1865-1876 року в селі записано 46 дворів). На 1886 рік в селі Узенбанщик, згідно з довідником «Волості і найважливіші поселення Європейської Росії», проживало 370 осіб в 64 домогосподарствах, діяла мечеть. У «Пам'ятній книзі Таврійської губернії 1889 року», складеної за результатами X ревізії 1887 року в Узенбаулі зафіксовано 80 дворі і 424 жителя, а на докладній карті 1890 року позначена як Узенбащик і записаний 81 двір з виключно кримськотатарським населенням.
Після Земської реформи 1890-х років село залишалося в складі перетвореної Каралезької волості. Згідно «Пам'ятній книжці Таврійської губернії на 1892 рік», в селі Узенбащик, яке входило в Шульське сільське суспільство, значилося 453 жителя в 71 домогосподарстві, 62 хазяїни володіли 118 десятинами землі, інші були безземельні. За «Пам'ятною книжкою Таврійської губернії на 1902 рік» в селі Узенбащик, яке входило в Шульське сільське суспільство, значилися ті ж 453 жителя в 74 домогосподарствах. За «Статистичним довідником Таврійської губернії. Ч. II-а. Статистичний нарис, випуск шостий Сімферопольський повіт, 1915 рік», в селі Узенбащик Каралезької волості Сімферопольського повіту значилося 66 дворів зі змішаним населенням в кількості 505 осіб приписних жителів і 11 — «сторонніх». У спільному володінні було 147 десятин землі, всі двори з землею. У господарствах було 47 коней, 25 волів, 47 корів, 55 телят, і лошат, і 160 голів дрібної худоби.
Після окупації Криму більшовиками була скасована волосна система і 15 грудня 1920 року було виділено Севастопольський повіт. 23 січня 1921 року (за іншими даними 21 січня), був створений Балаклавський район і Узенбашик увійшов до нього. Після утворення 18 жовтня 1921 року Кримської АРСР повіти були перетворені в округи (за іншими даними в 1922 році) і в складі Севастопольського округу виділили Чоргунський район, в який увійшов Узенбашик (з населенням 530 чоловік). 16 жовтня 1923 року рішенням Севастопольського окружкому Чоргунський район був ліквідований, створений Севастопольський район і село включили до його складу. Згідно зі «Списком населених пунктів Кримської АРСР по Всесоюзного перепису 17 грудня 1926 року», в селі Узенбаш, Уппинської сільради Севастопольського району, було 90 дворів, з них 89 — селянських, населення становило 368 осіб (186 чоловіки та 182 жінок). Всі кримські татари, діяла татарська школа. 15 вересня 1930 року, постановою Кримського ЦВК, було проведено нове районування і знову створений Балаклавський район, тепер як кримськотатарський національний, куди включили Узенбаш.
У 1944 році, після звільнення Криму від німецьких військ, згідно з Постановою ДКО № 5859 від 11 травня 1944 року, 18 травня кримські татари були депортовані до Центральної Азії. 12 серпня 1944 року було прийнято постанову № ДКО-6372с «Про переселення колгоспників в райони Криму», за яким в район з Воронезької області РРФСР планувалося переселити 6000 колгоспників і у вересні 1944 року в район вже прибули 8470 осіб (з 1950 року в район стали приїжджати колгоспники з Сумської області УРСР). Указом Президії Верховної Ради Української РСР від 18 травня 1948 року Верхній Узенбаш перейменований в Верхню Хвористянку, а Нижній Узенбаш — у Нижню Хвористянку. Станом на 1 січня 1953 року в селі Хворостянка Ріднівської сільради було 19 господарств колгоспників (54 особи). У 1954 році в селі значилося 32 господарства і 126 жителів. Постановою Ради міністрів УРСР від 20 квітня 1957 року, Хворостянку було передано до складу Куйбишевського району Кримської області. Час об'єднання в Хворостянку поки не встановлено: на 15 червня 1960 року в складі Тернівської сільради значилися обидва села.
30 грудня 1962 року, згідно з Указом Президії Верховної Ради УРСР «Про укрупнення сільських районів Кримської області» Куйбишевський район був ліквідований і Хворосятнку було приєднано до Бахчисарайського району. Розселено в — між 1968 роком, коли Хворостянка ще записана в складі Тернівської сільради) і 1977 роком.

### Динаміка кількості населення
| Роки      | 1805 | 1864 | 1886 | 1887 | 1892 | 1902 |
| --------- | ---- | ---- | ---- | ---- | ---- | ---- |
| Населення | 137  | ▲296 | ▲370 | ▲424 | ▲453 | 453  |
| Роки      | 1915 | 1921 | 1926 | 1953 | 1954 |      |
| Населення | ▲505 | ▲530 | ▼368 | ▼54  | ▲126 |      |